# Robert Siegismund Schanz
Robert Siegismund Schanz (* um 1802; † 22. Januar 1849) war ein deutscher Jurist, Stadtrichter sowie Bürgermeister in Chemnitz und Dresden.
Robert Siegismund (auch Siegmund Robert) Schanz war gelernter Jurist und Stadtrichter der Stadt Schöneck im Vogtland, wo er auch dem Stadtrat und der Stadtverordnetenversammlung angehörte. Von 1836 bis 1843 war er als stellvertretender Abgeordneter von Carl Todt Mitglied in der 2. Kammer des Sächsischen Landtages. Von 1846 bis August 1848 war er Bürgermeister der Stadt Chemnitz, in welcher Funktion er von Amts wegen der 1. Landtagskammer angehörte, bevor er kündigte und einem Ruf als Bürgermeister nach Dresden folgte.
Schanz war nur zweieinhalb Monate im Amt des Dresdner Bürgermeisters, als er Ende des Jahres 1848 schwer erkrankte und bereits am 22. Januar des folgenden Jahres im Alter von 46 Jahren starb. Wilhelm Pfotenhauer folgte ihm und übernahm bereits ab 2. Januar 1849 den Vorstand des Rats der Stadt.